# Török Gábor (vegyészmérnök)
Török Gábor (Abrudbánya, 1902. január 17. – Budapest, 1966. november 6.) Kossuth-díjas (1955) vegyészmérnök, kutatóintézeti igazgató. A kémiai tudományok kandidátusa (1953), a kémiai tudományok doktora (1956).

## Életpályája
1926-ban diplomázott a budapesti Műegyetem vegyészmérnöki karán. 1926–1927 között a Műegyetem elektrokémiai tanszékén ösztöndíjas kutató volt. 1927–1941 közöt a Krausz-Moskovits (később Mezőkémia Rt. majd Erjedésipari Vállalat) mérnöke, illetve igazgatója volt. 1941–1948 között a Műszaki Egyetemen fizetéstelen adjunktusként dolgozott. 1943-ban kutatásai alapján hozták létre Magyardiószegen az első hazai gyorsfagyasztó üzemet, melynek 1943–1945 vezetője volt. 1947-ben irányításával indult meg a magyar mirelit gyorsfagyasztó üzem működése. 1949-ben az Országos Közellátási Hivatalhoz került; és a tartósító és húsipari főosztály vezetője, majd közellátási tanácsos volt. 1949-ben megbízták az Országos Mezőgazdasági Ipari Kísérleti Intézet kutatóintézetté való átszervezésével és vezetésével. 1953-ban a kémiai tudományok kandidátusa, 1956-ban doktora lett. 1959-ben a Központi Élelmiszeripari Kutató Intézet igazgatója lett. 1960-ban tiszteletbeli műszaki doktori címet kapott. 1962-ől a budapesti Felsőfokú Élelmiszeripari Technikum kémia tanszékének vezetője volt.

### Munkássága
Több külföldi tanulmányutat tett. A gyorsfagyasztó üzem létrehozásához és gyártási technológiájának kidolgozásához alapvető kutatásokkal járult hozzá, melyek lehetővé tették nagyüzemmé fejlesztését. Részt vett az egyetemi mérnökképzésben és a budapesti Felsőfokú Élelmiszeripari Technikum létrehozásában. Kutatásai az élesztőgyártás, a növényvédőszerek és tartósítóipari termékek gyártástechnológiájára terjedtek ki. Bevezette az erjedéses aceton- és butanolgyártást. A gyorsfagyasztás elméleti és gyakorlati kérdései, pektinkutatások, a biológiai anyagokban kötött víz szerepe, az élelmiszerek sugárenergiával való tartósításának problémáival foglalkozott.

## Családja
Szülei Török Gábor és Tabarovits Piroka voltak. 1938. június 20-án, Budapesten házasságot kötött Moskovits Zsófiával.

## Művei
- A víz szerepe élelmiszereinkben (doktori disszertáció)
- Konzervipar, Állami Műszaki Főiskola élelmiszer-ipari tagozat III. éves hallgatóinak készült jegyzet (Budapest, 1951)
- A répapektin kémiája (Budapest, 1952)
- Zselírozó pektinek szerkezete és gélképzésük mechanizmusa (Budapest, 1953)
- A tartósítás alapelvei, célkitűzése és módszerei (Budapest, 1959)
- Élelmiszerek tartósítása (Budapest, 1963)

## Díjai
- Magyar Népköztársasági Érdemrend (1952)
- Kossuth-díj (1955)
- Munka Érdemrend (1962)